# Refused
Refused (también conocidos como The Refused) es una banda de hardcore punk formada en Umeå, Suecia, en 1991. Tras la publicación de dos álbumes de estudio, la agrupación decidió separarse en 1998 después de una última gira por los Estados Unidos. De forma casi póstuma apareció The Shape of Punk to Come, el cual se ha transformado en un álbum de culto.
En 2012 se reencontraron para participar en una serie de festivales y conciertos en dicho año. En 2015, la banda lanzó su cuarto álbum Freedom, por el sello estadounidense Epitaph. La actividad musical desde entonces ha sido fructífera, sumado a proyectos paralelos (INVSN, Fake Names) y nuevos lanzamientos como el EP Servants of Death (2016) y el álbum War Music (2019, Spinefarm/Search and Destroy).

## Historia

### Inicios yThis Just Might Be... The Truth(1991-1995)
La banda se formó en el año 1991, por su vocalista Dennis Lyxzén en Umeå, Suecia. Tras la desintegración de la banda hardcore straight edge de este, Step Forward. Este, incluye al baterista David Sandström, el guitarrista Pär Hansson y el bajista Jonas Lidgren en su primera formación. Su primer show fue en la ciudad de Luleå, y pronto grabaron su primer demo homónimo. Además, integraron a un segundo guitarrista, Henrik Jansson quién también formó parte de Step Forward. El segundo demo, Operation Headfirst fue lanzado a fines de 1992.
En el 1993 Refused firmó con Burning Heart Records, lanzado el EP This Is The New Deal grabado en mayo del 1993. Pronto, la banda se unió a Startrec Records (actualmente llamado Startracks).
La banda entró a estudio en octubre del 1993 para grabar su primer álbum de estudio. El sencillo Pump The Brakes se lanzó en febrero de 1994, y en marzo el álbum This Just Might Be... the Truth fue lanzado en tiendas, ambos por Startrec, aunque fueron relanzados por We Bite Records en Europa y América. En mayo, hicieron su primer tour por Suiza llamado "Adrenaline" con Randy, Ashram y Mary Beats Jane. Además, fue grabado un video para Pump The Brakes.

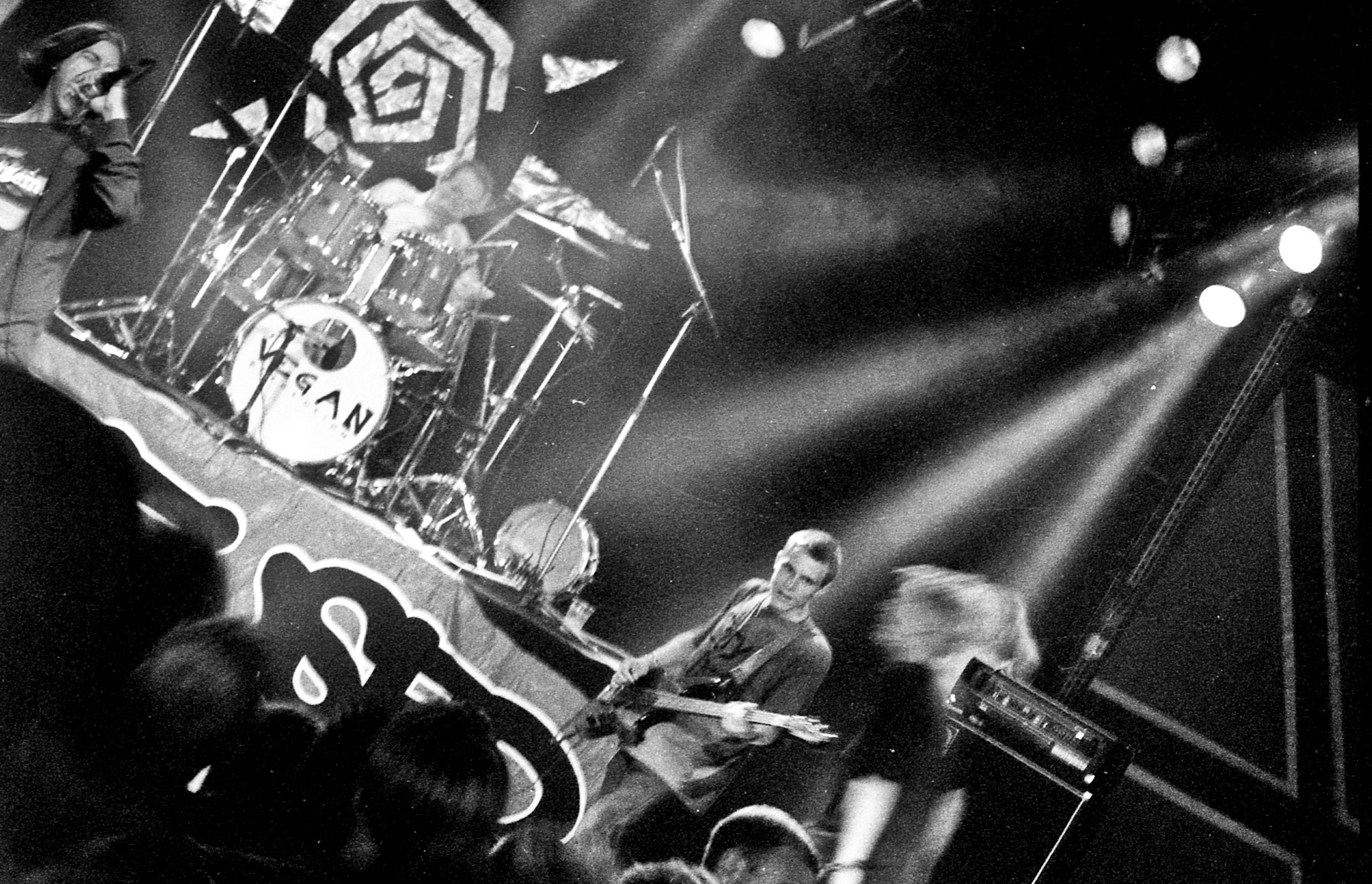
Refused tocando en vivo en el Festival de Hultsfred en Suecia, 1994

Sin estar satisfechos con su álbum, en julio de 1994 la banda entró nuevamente a estudio, grabando el EP Everlasting, considerado más metálico que sus lanzamientos anteriores.
Fue lanzado por Startrec y We Bite Records en Suiza y Europa, y más tarde por Equal Vision Records en USA.
Pär Hansson dejó la banda para entrar a Abhinanda, y Kristofer Steen de Abhinanda se unió a la banda. Refused estuvo con la banda 108 de gira por Scandinavia y luego hizo su segundo tour por Suiza con Mindjive como telonero.

### Songs to Fan the Flames of Discontent(1995-1997)
En mayo de 1995 la banda estuvo en una gira pequeña con Snapcase y Earth Crisis. Además, Refused lanzó un slipt EP con una banda amiga, Randy. El guitarrista Henrik Jansson dejó la banda, reemplazado en agosto de 1995 por Jon F Brännström, este era vocalista/guitarrista de Purusam.
La banda entró en diciembre de 1995 a estudio, para grabar su segundo álbum, Songs to Fan the Flames of Discontent, este álbum se aleja del prototipo musical y lírico habitual, además de contar con una nueva formación. Fue lanzado en USA por Victory Records. Además, se lanzó el EP Rather Be Dead (además, sencillo promocional del álbum), la cual tiene una canción con el cantante sueco Tomas Dileva que habla sobre el veganismo, titulada Jag Äter Inte Mina Vänner (yo no como mis amigos). Fue grabado un peculiar video para la canción Rather Be Dead, donde son atacados por caracoles. 
Entre abril y junio, la banda estuvo de gira por suiza con Fireside y Entombed, en promoción de su nuevo álbum, siguiendo con un tour por Alemania con la banda Breach. Al volver a su país, estuvieron de gira nuevamente, con Sindy Kills Me, Trio Lligo y Sadiwas como soporte. Entre junio y julio la banda se embarcó a los Estados Unidos, para tocar junto a la banda Snapcase. En agosto volvieron a Alemania, Suiza y Reino Unido, con Madball, debido a tantas fechas, las últimas presentaciones fueron canceladas.
A inicios del 1997, Refused dejó Startracks Records y firmó con Burning Heart Records nuevamente, reelanzando sus dos álbumes de estudio, y lanzando dos EP: The Demo Compilation y The E.P. Compilation, que contienen bastantes canciones de otros EP, compilaciones, demos y canciones nunca lanzadas.

### The Shape Of Punk To Comey disolución (1997-1998)
A inicios del 1997, la banda comenzó a trabajar en su tercer álbum, The Shape of Punk to Come: A Chimerical Bombination in 12 Bursts fue lanzado el 27 de octubre de 1998. Lanzado por Epitaph Records en Europa, y el video de la canción New Noise como promoción, siendo esta la más conocida de la banda.
El álbum marcó un fuerte y consciente de la labor anterior de Refused. La filosofía del álbum, expuesta en las amplias notas, encapsulado en la canción New Noise, y optando por mezclar el punk y hardcore habitual de letras revolucionarias, alejándose del punk existente, siendo más fundamental, con elementos de post-hardcore, rock progresivo, techno jazz, e incluso influencia del pop punk (de [[Green Day y Bandas del nuevo Punk de los 90´s) y el punk rock más tradicional (de Bad Religion y Pennywise). El álbum también incluye "interludios políticos" entre algunas canciones, el uso de sonidos más tecnológicos o drum and bass, los miembros de Refused acreditan la influencia de la banda punk de Philadelphia Ink & Dagger.
En febrero de 1998, estuvieron de gira por Scandinavia nuevamente, con Frodus. En abril participaron en el tour "Sued(e)palooza" con bandas amigas como No Fun At All, The Hives y Liberator. Después, estuvo en presentaciones pequeñas y grandes por Scandinavia y Europa.
Próximamente, se efectuarían siete semanas para ir a Estados Unidos nuevamente, a los pocos días de gira, la banda decide dejarlo después de un concierto en Atlanta, Georgia. El vuelo de vuelta a Suecia ya estaba reservado, los miembros ya se preparaba para volver a casa. Fred Ziomek, guitarrista de Darkest Hour (sus compañeros de cartel durante la gira), convenció a la banda para que diesen un último concierto en el sótano de su casa de camino al aeropuerto. Toda la banda aceptó, y a pesar de que únicamente contaban con apenas doce horas para organizarlo todo, alrededor de cuatrocientas personas acudieron, el cartel compuesto por Union of the Snake, Darkest Hour, Frodus y Refused. La policía se presentó en la casa, y Tony Weinbender, el encargado de toda la organización del concierto, consiguió que el concierto pudiese continuar. Durante la actuación de Frodus, la policía apareció de nuevo avisando, si recibimos otra queja y tenemos que volver, los llevaremos a la cárcel. Weinbender les dijo que pararía el concierto, pero no lo hizo. Al poco de haber comenzado a tocar Refused, la policía entró en la casa y se abrió camino entre la multitud para intentar llegar al sótano. La banda entonces comenzó a tocar la que sería su última canción, Rather Be Dead, mientras la policía llegaba al sótano. La canción alcanzó su momento estelar en el momento en el que Dennis grita rather be alive mientras el micro es desconectado (literalmente) por la policía, y la banda deja de tocar música. Toda la gente allí reunida continuó cantando los versos finales de la canción, rather be alive!.
Los miembros de la banda declararon que los primeros conciertos tras el lanzamiento de tu tercer álbum eran emocionalmente devastadores y que el tour final fue una horrible experiencia. Daniel P. Carter dijo en enero del 2012 que esto se debió a la mala recepción que Refused tuvo, y que no tuvieron la oportunidad de provocar un impacto juntos.
El 6 de octubre de 1998, Refused anunció su disolución en un comunicado llamado Refused Are Fucking Dead (Refused están jodidamente muertos). El escrito se puede leer al completo en la web de Burning Heart. Entre otras cosas, piden que todos los periódicos quemen sus fotos de Refused y avisan de que no darán ninguna entrevista a los estúpidos reporteros.

### Después de la separación y lanzamientos
En mayo del 2004, Burning Heart Records y Epitaph Records relanzaron The Shape Of Punk To Come, además de versiones digitales masterizadas de Songs to Fan the Flames of Discontent y The E.P. Compilation. The Shape Of Punk To Come fue remasterizado y relanzado en un formato de DVD-audio en un canal de 5.1 en sonido Surround, esta versión fue nominada como el "Mejor lanzamiento Multicanal", en los Surround Music Awards en USA, pero no ganaron.
En abril del 2006 se lanzó al mercado el documental Refused Are Fucking Dead, producido por el guitarrista Kristofer Steen. Este DVD capta los últimos años de existencia de Refused, lanzado por Burning Heart (Europa) y Epitaph (US).
En el 2010 se lanzó la versión deluxe de The Shape Of Punk To Come, junto con un CD2 titulado Live at Umeå Open 1998 (grabado el 3 de abril de 1998) y el DVD Refused Are Fucking Dead.
Dennis siguió como vocalista en The (International) Noise Conspiracy, mientras que los otros miembros siguieron caminos diferentes, además de la formación de la banda TEXT, compuesta por ellos a excepción de Lýxzen. En el 2007, Dennis y Sandström retomaron su proyecto de los 90 Final Exit, donde Dennis tocaba el bajo y David canta; ambos en mayo del 2008 forman la banda AC4, donde Dennis es vocal y David bajista.

### Rumores de reunión (2010-2011)
En marzo de 2010, Epitaph Records puso en el viejo sitio web Refused Coming Soon (pronto). Los rumores distribuidos en Internet acerca de lo que el nuevo sitio web indicaba, era la especulación de una reunión. Citando una fuente anónima "cercana a la situación," Punknews.org extraoficialmente anunció que la banda se presentará en festivales de música de Europa en 2010. Dennis Lyxzén negó las acusaciones de una reunión próxima, ya que él y David Sandström se encontraban ocupados en AC4. El nuevo sitio web de la banda se anunció más tarde a ser un sitio promocional para una reedición del último álbum de Refused, The Shape of Punk to Come.
En noviembre de 2011, varios carteles decían que para el festival de Coachella Festival 2012 incluirían a Refused. Comenzando más rumores sobre una pronta reunión.

### Reunión (2012)
El 9 de enero de 2012 se anunció que Refused tocaría en el Coachella Festival 2012. Más tarde se confirmó su presencia en otros tres festivales: Monster Bash Festival, Groez Rock Festival y Way Out West Festival.

## Influencias

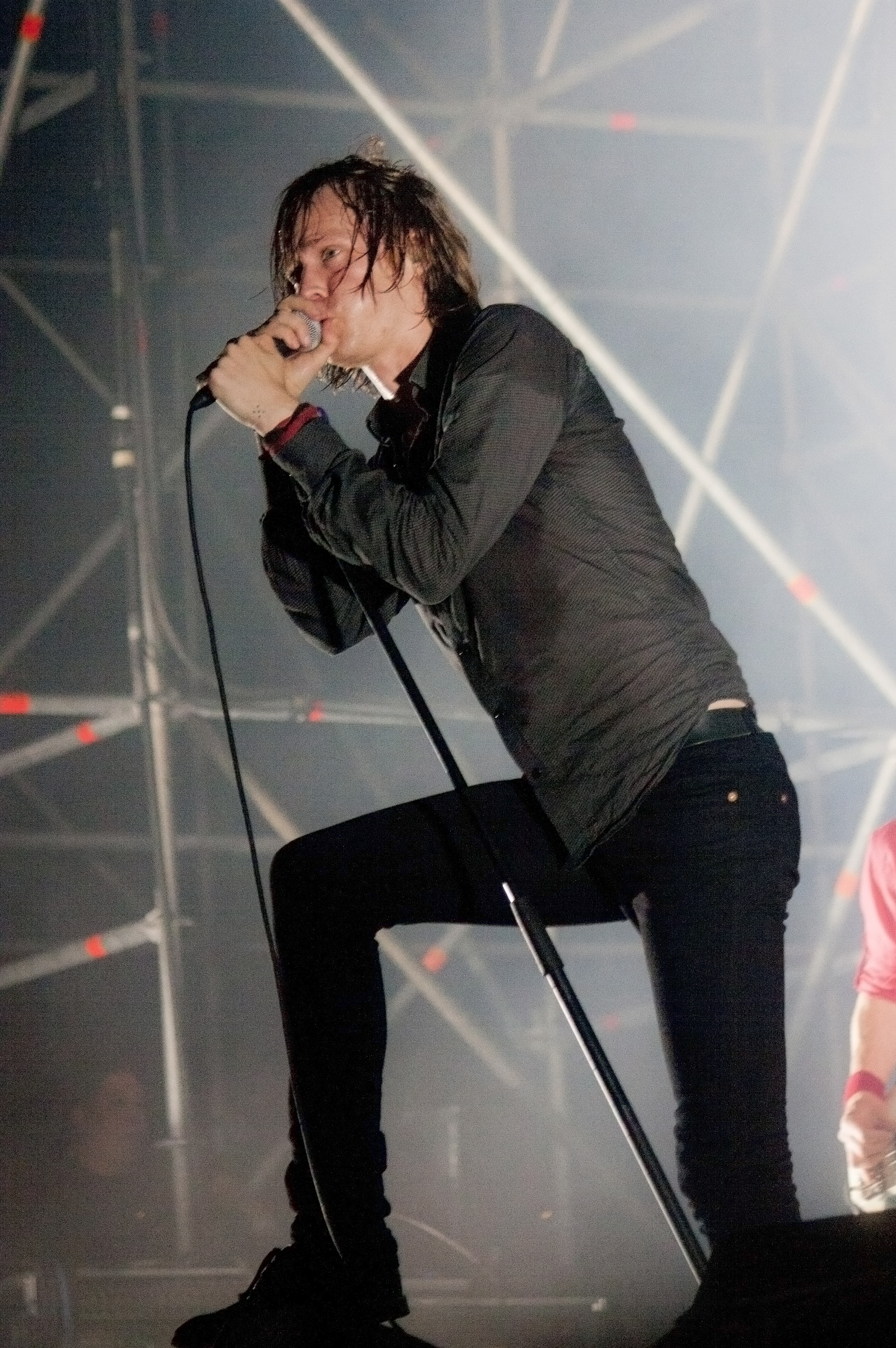
Dennis Lyxzén en vivo, 2012

Refused comenzó como una nueva cara del hardcore positivo, convirtiendo su música cada vez más progresiva y radical, tanto en letras como música. El disco This Just Might Be the Truth se caracterizó por su "sonido hardcore masivo", influenciado principalmente por bandas neoyorkinas como Earth Crisis. Songs For Fan the Flames of Discontent reveló un sonido más pesado y complejos, inspirado por Slayer, adoptando voces más gritadas. Con el tercer álbum, The Shape of Punk to Come se dio el salto a lo desconocido, ya que la banda mezcló su estilo anterior con progresiones de acordes poco ortodoxas, samples, texturas ambientales, desgloses de jazz, electrónica y monólogos, y otras desviaciones del hardcore punk.
Las letras de Refused se centran en la política de extrema izquierda, basándose en anarquismo y socialismo. En el momento de su primer álbum, la banda ya tenía un fuerte perfil contra lo establecido. En su existencia, Refused fue conocida como una banda vegan straight edge, y algunas canciones trataron estos temas. Hoy en día, no todos siguen estos estilos de vida. En sus actuaciones en vivo, Lyxzén suele pronunciar discursos políticos entre canciones. A su vez, lugares como el centro juvenil Galaxen dieron apoyo al fenómeno "Umeå Hardcore", donde surgieron varias bandas desde punk hasta metal, como Meshuggah.
Las mayores influencias de la banda son ManLiftingBanner, Born Against, Slayer, y los proyectos de Ian Svenonius (The Make-Up, The Nation of Ulysses y Cupid Car Club). Además de Ink & Dagger, Fugazi, Inside Out, y Snapcase. En los años 90s, realizaron diversos covers de Mötley Crüe, Beastie Boys, Gorilla Biscuits, The Prodigy, Misfits, y Born Against, disponibles en las compilaciones de EP y demos de Burning Heart.

## Legado
Diversos artistas han citado a Refused como influencia, o han mostrado admiración por su trabajo, como Linkin Park, Duff McKagan de Velvet Revolver y Guns N' Roses, Sum 41, Tom DeLonge y Mark Hoppus de Blink-182, AFI, Papa Roach, Tim McIlrath de Rise Against, Underoath, Enter Shikari, The Used, Every Time I Die, Norma Jean, Showbread, La Dispute, Nick Hipa de As I Lay Dying, Derek E. Miller de Poison the Well y Sleigh Bells, Geoff Rickly de Thursday, United Nations y No Devotion, Marcos Curiel y P.O.D. y Daylight Division, Jeremy Bolm de Hesitation Wounds y Touché Amoré, Zachary Garren de Dance Gavin Dance y Strawberry Girls, Chris Teti de The World Is a Beautiful Place & I Am No Longer Afraid to Die, The New Transit Direction, The Bloody Beetroots, Justin Beck de Glassjaw y Sons of Abraham, Robin Staps de The Ocean, The Bled, Thomas Williams de Stray from the Path, Brandon Kellum de American Standards, Jonathan Boulet, letlive, Frank Turner con Million Dead, Paramore, Anthrax, Steve Aoki, y The Dillinger Escape Plan.

## Miembros
| Miembros actuales - Dennis Lyxzén – voces (1991–1998, 2012, 2014–presente) - David Sandström – batería, percusión (1991–1998, 2012, 2014–presente) - Kristofer Steen – guitarras (1994–1998, 2012, 2014–presente), bajo (1994–1998, solo estudio) - Magnus Flagge – bajo (1992–1995, 2014–presente; 1997, 2012 en vivo) - Mattias Bärjed – guitarras (2019–presente; 2015–2019 en vivo) Miembros anteriores - Pär Hansson – guitarras (1991–1994) - Henrik Jansson – guitarras (1992–1995) - Jon Brännström – guitarras, coros (1995–1998, 2012); bajo, sintetizador (1995–1998, sólo en estudio) - Jonas Lidgren – bajo (1991–1992) - Magnus Höggren – bajo (1995–1997) - Ulf Nybérg – bajo (1997–1998) | Bajistas temporales - Jesper Sundberg (1994) - Anders Johansson (1994–1995) - Jonas "Babyface" Eriksson (1996–1997) - Håkan-Håkan Strandhag (1997) - Inge Johansson (1997) - Andreas Nilsson (1997) - Don Devore (1998) – En la última gira por Estados Unidos. |

## Discografía
- This Just Might Be... the Truth (1994)
- Songs to Fan the Flames of Discontent (1996)
- The Shape of Punk to Come (1998)
- Freedom (2015)
- War Music (2019)